# Rivière Lavallée
Pour les articles homonymes, voir Lavallée.
La rivière Lavallée est un tributaire de la rive est du lac Témiscamingue lequel est formé par un élargissement de la rivière des Outaouais. La rivière Lavallée coule dans les municipalités de Béarn et de Saint-Édouard-de-Fabre, dans la Municipalité régionale de comté (MRC) de Témiscamingue, dans la région administrative de l'Abitibi-Témiscamingue, au Québec, au Canada.

## Géographie
Les bassins versants voisins de la rivière Lavallée sont :
- côté nord : ruisseau l'Africain ;
- côté est : lac Kipawa ;
- côté sud : rivière Kipawa ;
- côté ouest : lac Témiscamingue, rivière des Outaouais.

Le lac Laperrière (altitude : 296 m) constitue le principal lac de tête de la rivière Lavallée. Ce lac est situé dans la municipalité de Béarn à 13,7 km (en ligne directe) de la rive est du lac Témiscamingue et à 4,4 km au nord du lac Kipawa (altitude : 260 m).
Le lac Laperrière est relié par un court détroit au lac Lavallée (altitude : 296 m). À partir de l'embouchure du lac Laperrière, la rivière Lavallée traverse sur 1,0 km vers l'ouest la partie sud du lac Lavallée ; puis 1,5 km vers l'ouest en traversant les lacs de l'Équerre et du Trou, jusqu'au lac Burns que le courant traverse sur 2,4 km vers l'ouest ; puis 3,2 km vers le sud jusqu'au ruisseau Bryson (venant du sud-est) lequel constitue le principal tributaire de la rivière Lavallée ; il prend sa source au lac Bryson.
Puis, la rivière Lavallée coule sur 12,7 km (ou 9,2 km en ligne directe) vers le nord-ouest en formant par segment plusieurs serpentins et en recueillant la décharge (venant du sud) du lac de la Prairie du Rouge et du lac Georges.
La rivière Lavallée se déverse au fond de la baie Verhelst, située sur la rive est du lac Témiscamingue lequel constitue un élargissement de la rivière des Outaouais.

## Toponymie
Le terme « Lavallée » constitue un patronyme de famille d'origine française.
Le toponyme rivière Lavallée a été officialisé le 5 décembre 1968 à la Banque des noms de lieux de la Commission de toponymie du Québec.